# انجمن کتابداری و اطلاعات استرالیا
انجمن کتابداری و اطلاعات استرالیا (ALIA)، که قبلاً مؤسسه کتابداران استرالیا و انجمن کتابخانه‌های استرالیا بود، انجمن تخصصی است که خدمات اطلاعاتی و کتابخانه‌ای استرالیا را ارتقاء داده است. این انجمن در سال ۱۹۳۷ تأسیس شد و دفتر مرکزی آن در کانبرا است.
این انجمن یک مجله علمی در هر فصل منتشر می‌کند که مجله انجمن کتابداران استرالیا نامیده می‌شود، و یک مجله خبری دوماهه نیز برای اعضا، INCITE منتشر می‌کند. انجمن میزبان تعدادی کنفرانس است که در نقاط مختلف و در سراسر استرالیا برگزار می‌شود.

## تاریخچه
در ۲۰ اوت ۱۹۳۷ طی نشستی متشکل از ۵۵ کتابدار در آلبرت هال در کانبرا، مؤسسه کتابداران استرالیا تشکیل شد. رئیس بنیاد ویلیام هربرت آیفولد، کتابدار اصلی کتابخانه عمومی نیو ساوت ولز بود. جان متکالف معاون کتابدار اصلی در کتابخانه عمومی نیو ساوت ولز، اولین دبیرکل افتخاری این انجمن بود و بسیاری از قوانین اساسی اولیه را تهیه کرد.

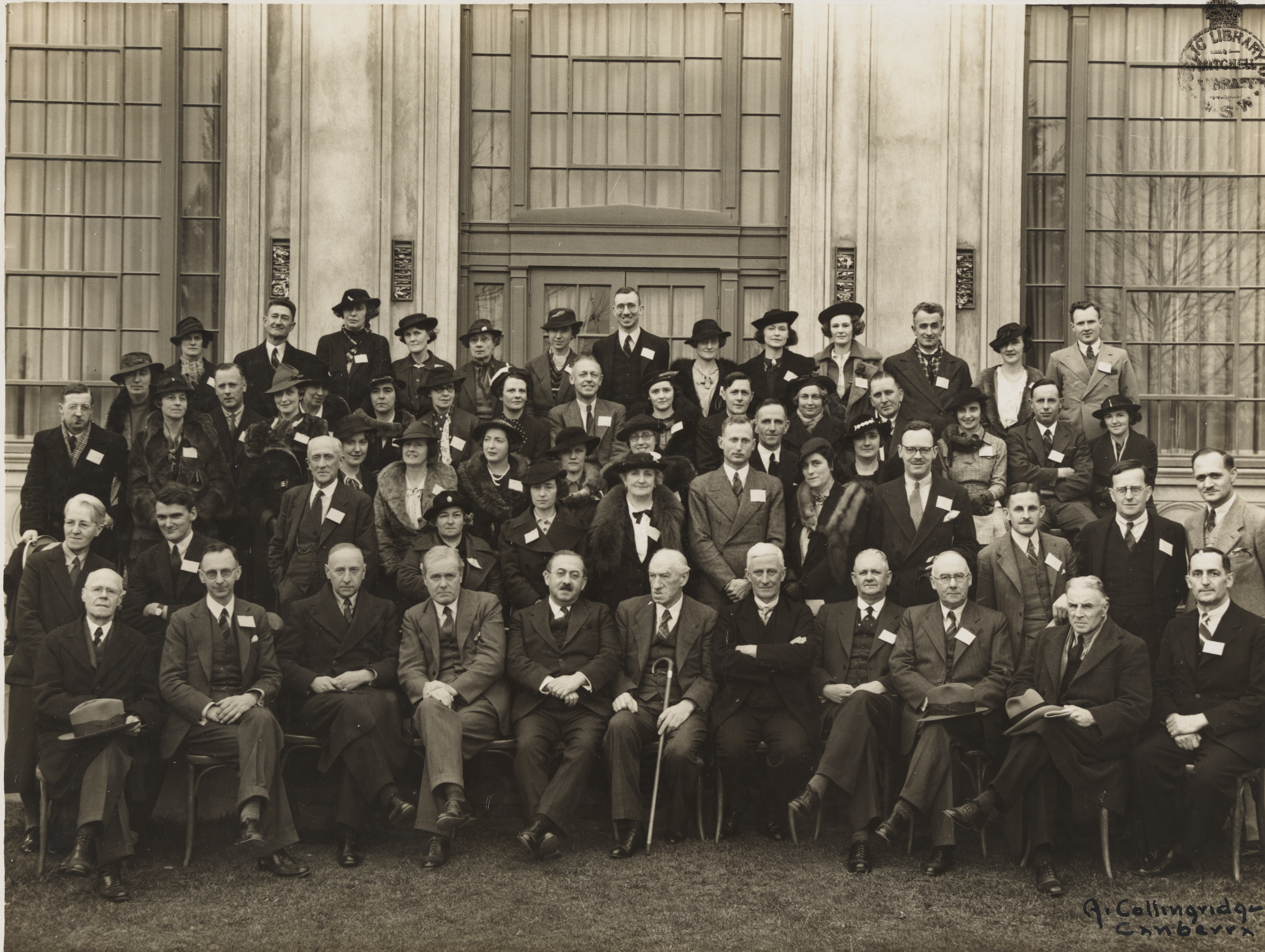
عکس دسته جمعی از نمایندگان شرکت کننده در نشست افتتاحیه مؤسسه کتابداران استرالیا در کانبرا، ۲۰ اوت ۱۹۳۷.

انجمن در سال ۱۹۴۹ عنوان انجمن کتابداری استرالیا را به خود اختصاص داد و در سال ۱۹۸۹ با به رسمیت شناختن دامنه گسترده این حرفه، نام جدید انجمن کتابداری و اطلاعات استرالیا را انتخاب کرد.
بخش آرشیو که بین سال‌های ۱۹۵۱ و ۱۹۷۳ وجود داشت، در سال ۱۹۷۵ به انجمن آرشیوداران استرالیا تبدیل شد.

## همایش‌ها
ALIA میزبان تعدادی کنفرانس است که در سراسر استرالیا چرخش دارند:
- کنفرانس آنلاین اطلاعات ALIA[۸]
- کنفرانس ملی ALIA[۹]
- سمپوزیوم کتابداران جدید ALIA[۱۰]
- سمپوزیوم ALIA کتابداری ملی و تکنسین‌های اطلاعات[۱۱]